# Rachel River
Pour plus de détails, voir Fiche technique et Distribution.
Rachel River est un film américain réalisé par Sandy Smolan (en), sorti en 1987.

## Fiche technique
- Titre : Rachel River
- Réalisation : Sandy Smolan (en)
- Scénario : Judith Guest et Carol Bly
- Photographie : Paul Elliott
- Montage : Susan R. Crutcher
- Musique : Arvo Pärt
- Pays d'origine : États-Unis
- Format : Couleurs - Mono
- Genre : drame
- Durée : 85 minutes
- Date de sortie : 1987

## Distribution
- Pamela Reed : Mary Graving
- Viveca Lindfors : Harriet White
- Željko Ivanek : Momo
- James Olson : Jack Canon
- Craig T. Nelson : Marlyn Huutula
- Richard Jenkins : Cordell
- Alan North : Beske
- Richard Riehle : Merv